# احمد بلقرشی
احمد بلقرشی (انگلیسی: Ahmed Bel Korchi؛ زادهٔ ۱۹۵۲) بازیکن فوتبال اهل مراکش بود.
وی به‌همراه تیم ملی فوتبال مراکش در بازی‌های المپیک تابستانی ۱۹۷۲ شرکت کرده‌است.